# Pantoporia leucoion
Pantoporia leucoion är en fjärilsart som beskrevs av Hans Fruhstorfer 1908. Pantoporia leucoion ingår i släktet Pantoporia och familjen praktfjärilar. Inga underarter finns listade i Catalogue of Life.